# Cerkiew Narodzenia Najświętszej Maryi Panny w Machnowie Starym
Cerkiew Narodzenia Najświętszej Maryi Panny w Machnowie Starym – dawna parafialna cerkiew greckokatolicka, wzniesiona w 1900 w Machnowie Starym.

## Historia
Po 1945 przejęta przez kościół rzymskokatolicki i użytkowana jako kościół filialny: parafii w Uhnowie w latach 1945-1951 oraz parafii w Lubyczy Królewskiej w latach 1951-1981. Od 1982 pełni funkcję kościoła filialnego nowej parafii w Machnowie Nowym.
W XVIII w. w Machnowie Starym stała drewniana cerkiew Narodzenia Najświętszej Marii Panny. W następnym stuleciu była już tylko drewniana kaplica. Na jej miejscu w 1900 zbudowano świątynię murowaną. Obok cerkwi stała drewniana dzwonnica, która spłonęła w 1984.

## Galeria

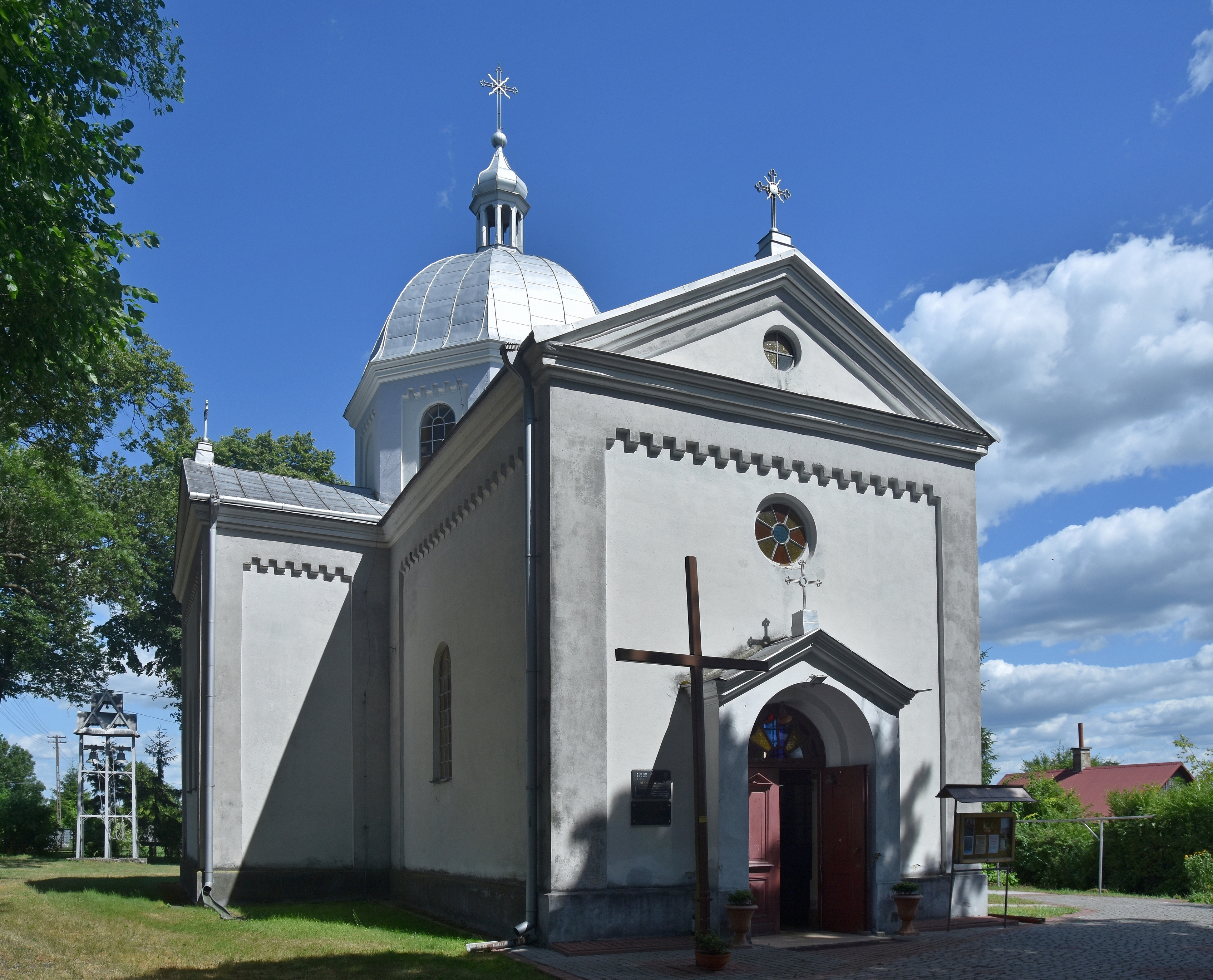
Elewacja frontowa
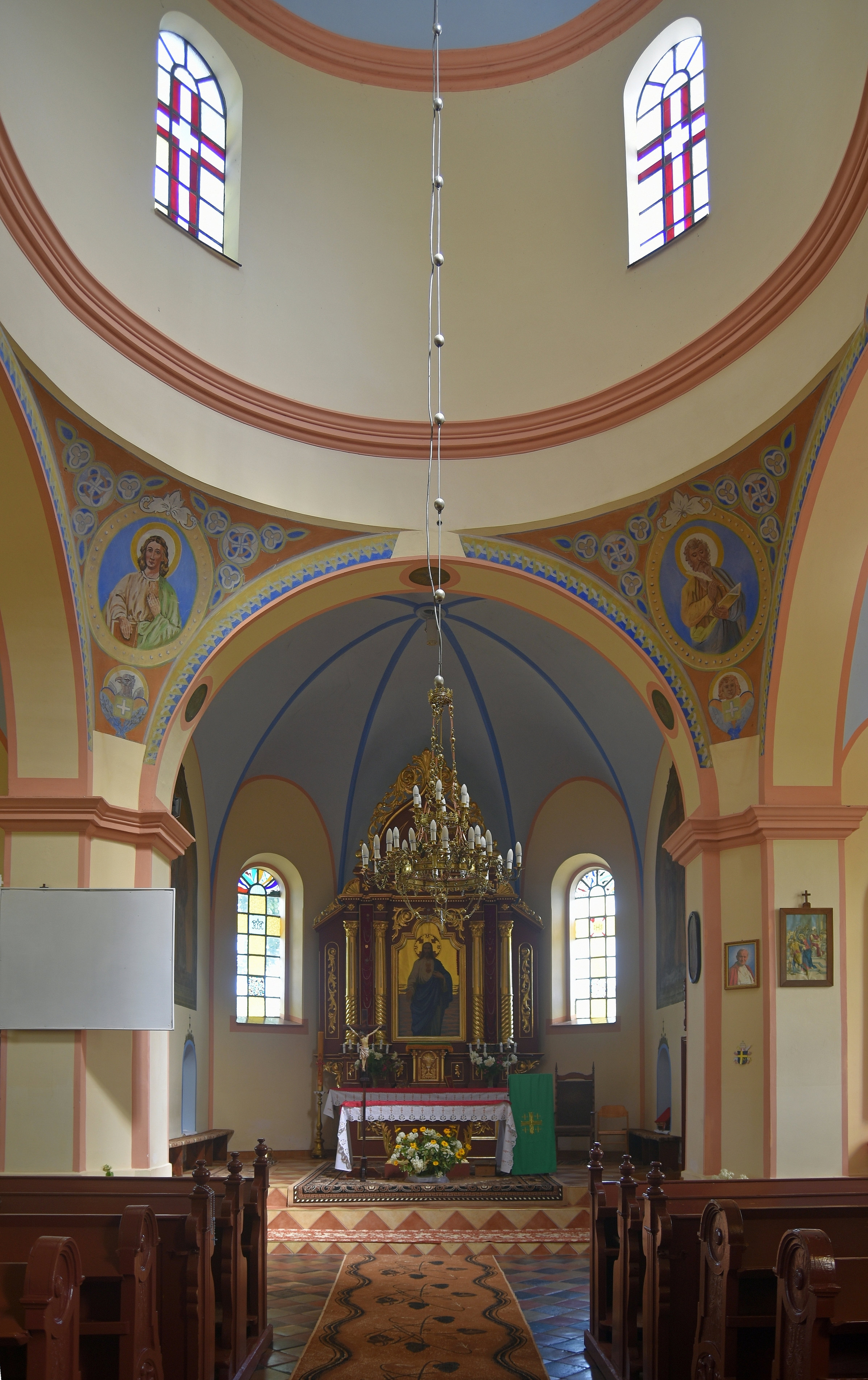
Wnętrze
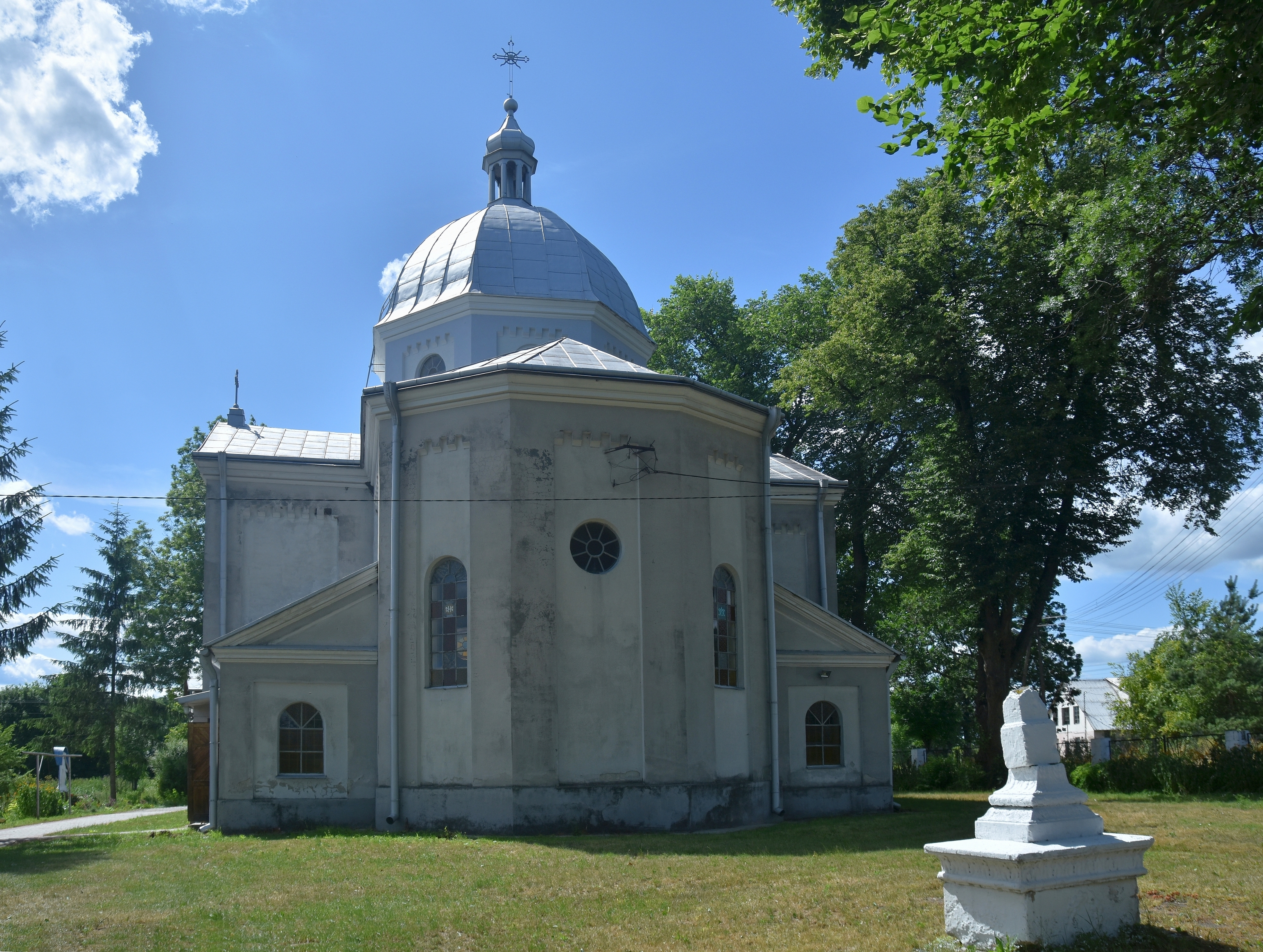
Widok od strony prezbiterium